# 库德赖 (卢瓦雷省)
库德赖（法語：Coudray，法語發音：[kudʁɛ]）是法国卢瓦雷省的一个旧市镇，位于该省东北部，属于皮蒂维耶区。库德赖已于2016年1月1日起和另外6个市镇合并为新市镇勒马勒塞布瓦（Le Malesherbois）。

## 地理
库德赖（48°16'19"N, 2°22'6"E）面积12.42 平方千米，位于法国中央-卢瓦尔河谷大区卢瓦雷省，该省份为法国中北部省份，北起埃松省，西北接厄尔-卢瓦省，西南接卢瓦-谢尔省，南至涅夫勒省和谢尔省，东临约讷省，东北接塞纳-马恩省。
与库德赖接壤的市镇（或旧市镇、城区）包括：马勒塞布、拉布罗斯、勒马勒塞布瓦、芒什库尔、奥尔沃-贝勒索沃。

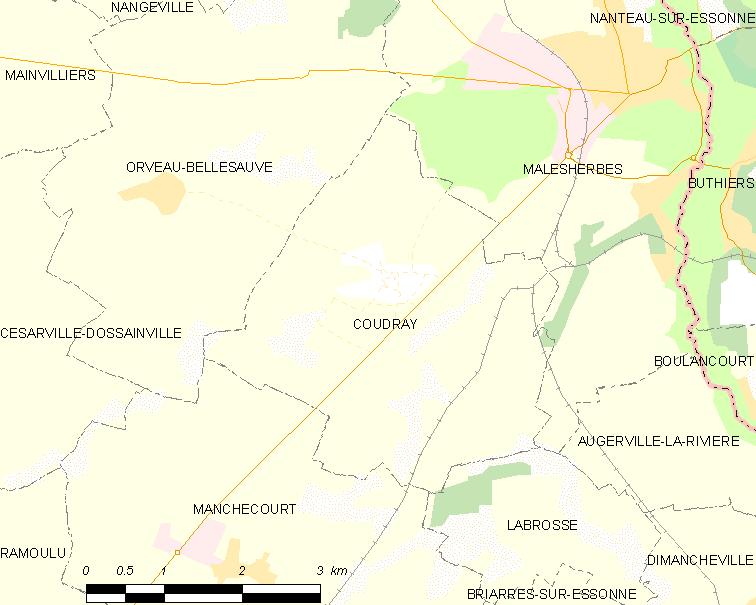
的OSM定位图

库德赖的时区为UTC+01:00、UTC+02:00（夏令时）。

## 行政
库德赖的邮政编码为45330，INSEE市镇编码为45106。

## 政治
库德赖所属的省级选区为勒马勒塞布瓦县。

## 人口

1962-2008年间人口变化图示

库德赖于2018年1月1日时的人口数量为392人。